# Garzanti
Garzanti est une maison d'édition italienne, faisant partie du groupe Mauri Spagnol.

## Histoire
L'origine de cette maison d'édition remonte à 1879, quand furent fondées les éditions Fratelli Treves, par deux frères milanais, Emilio et Giuseppe Treves, dont les héritiers revendirent en 1936 le fonds à Aldo Garzanti (1883-1961), enseignant et chercheur chimiste désireux de se lancer dans l'édition, sur les conseils de son ami, le médecin Aldo Spallicci (1886-1973). La Garzanti Editore S.p.A survit à la Seconde Guerre mondiale, durant laquelle toutes ses archives sont détruites au cours des bombardements. Elle se développe en publiant des auteurs comme Curzio Malaparte, Riccardo Bacchelli, ou Elsa Morante.
En 1952, Aldo passe les commandes de la maison à son fils Livio Garzanti (1921-2015) qui accueille dans son catalogue des poètes et romanciers tels que Carlo Emilio Gadda, Goffredo Parise, Paolo Volponi, Mario Soldati ou encore Pier Paolo Pasolini, mais aussi des philosophes comme Ludovico Geymonat.
Durant les années 1960-1970, Garzanti publie de nombreux dictionnaires italo-anglais, français, allemand, espagnol, etc., et des ouvrages de référence, dont une collection d'usuels encyclopédique à partir de 1962, appelée « Le Garzantine ». De 1972 à 1985, Teresa Cremisi travaille dans cette maison, dont elle fut directrice générale avant de rejoindre les éditions Gallimard.
Antonio Vallardi Editore, une ancienne maison d'édition datant du XVIIIe siècle, est rachetée par Garzanti en 1970.
Entre 1976 et 1984, Livio Garzanti propose la première encyclopédie européenne : intitulée Enciclopedia europea Garzanti, elle comprend douze volumes, travail salué par la critique internationale, comme étant « le résultat d’un effort scientifique et économique énorme ».
En 1995, la Unione tipografico-editrice torinese (UTET) acquiert 51 % du capital de Garzanti, le reste revenant au Messaggerie Italiane. En 1998, frappée par une profonde crise structurelle, Garzanti se sépare de son catalogue encyclopédique et dictionnaire qu'elle cède au groupe De Agostini, où il existe sous le nom de Garzanti Linguistica.
Entre 2000 et 2003, Garzanti est réorganisée et, après une liquidation, renaît comme une marque autonome mais au sein de la holding d'édition et de distribution Messaggerie Italiane. En 2005, elle est intégrée au sein du groupe éditorial Mauri Spagnol.

### Source
- (it) Cet article est partiellement ou en totalité issu de l’article de Wikipédia en italien intitulé « Garzanti » (voir la liste des auteurs).